# Feliks Krystkowiak
Feliks Bernard Krystkowiak (ur. 9 maja 1925 w Wanne-Eickel, zm. 20 października 2015 w Poznaniu) – polski piłkarz grający na pozycji bramkarza.

## Życiorys
Podczas II wojny światowej walczył w Wehrmachcie na froncie wschodnim.
Był piłkarzem Warty Poznań, w 1946 został wicemistrzem Polski, występując w czterech ostatnich meczach mistrzowskich. Rok później zagrał w 19 meczach rozgrywek o wejście do ligi, a następnie wystąpił we wszystkich 4 spotkaniach Warty w ramach turnieju finałowego i sięgnął po tytuł mistrza Polski. Później kontynuował swą karierę na boiskach ekstraklasy. W latach 1948–1950 wystąpił w 69 spotkaniach ligowych. Po spadku występował w klasach niższych.
Zawodowo tokarz w zakładach H. Cegielskiego. Zmarł w Poznaniu.